# Giovanni Ferrero
Giovanni Ferrero, född 2 april 1964 i Farigliano i Italien, är en italiensk företagare.
Giovanni Ferrero är sonson till Pietro Ferrero (1898–1949), som 1946 grundade en liten choklad- och konfektyrverksamhet i Alba i Piemonte i Italien och son till Michele Ferrero och Maria Franca Fissolo. Han är bror till Pietro Ferraro Jr (1963–2011).
Han gick i skola på Europaskola i Bryssel från 1975 och utbildade sig därefter i marknadsföring i USA.
Han tog, tillsammans med sin bror, över driften av familjebolaget Ferrero SpA 1997, och leder det själv efter broderns död 2011. Efter faderns död 2015 är han en av huvudägarna i familjeföretaget. 